# Diecezja Acarigua–Araure
Diecezja Acarigua–Araure (łac. Dioecesis Acariguaruensis) – diecezja Kościoła rzymskokatolickiego w Wenezueli. Należy do archidiecezji Barquisimeto. Została erygowana 27 grudnia 2002 roku przez papieża Jana Pawła II mocą konstytucji aposotolskiej Ad satius consulendum.

## Główne świątynie
- Katedra: Katedra Matki Boskiej z Corteza w Acarigua

## Biskupi diecezjalni
- Joaquín Morón Hidalgo (2002-2013)
- Juan Carlos Bravo Salazar (2015–2021)
- Gerardo Ernesto Salas Arjona (od 2022)